# تامی دی جونگ
تامی دی جونگ (انگلیسی: Tommy De Jong؛ زادهٔ ۶ فوریهٔ ۱۹۸۷) بازیکن فوتبال اهل فرانسه است.
از باشگاه‌هایی که در آن بازی کرده‌است می‌توان به باشگاه فوتبال استراسبورگ اشاره کرد.